# Zine el-Abidine Ben Ali
« Ben Ali » redirige ici. Pour les autres significations, voir Ben Ali (homonymie).
« Révolution au jasmin » redirige ici.  Pour la Révolution de jasmin, voir Révolution tunisienne.
Zine el-Abidine Ben Ali (arabe : زين العابدين بن علي), né le 3 septembre 1936 à Hammam Sousse (Tunisie) et mort le 19 septembre 2019 à Djeddah (Arabie saoudite), est un militaire et homme d'État tunisien. Il est président de la République tunisienne du 7 novembre 1987 au 14 janvier 2011.
Après avoir occupé plusieurs postes au sein de l'armée et de la sûreté nationale, il devient en 1986 ministre de l'Intérieur dans le gouvernement Sfar, puis remplace celui-ci comme Premier ministre en 1987. Il dépose peu après le président Habib Bourguiba pour « raisons médicales », et lui succède en vertu de l'ordre protocolaire. Son accession au pouvoir intervient à une époque où le pays est en proie aux luttes de succession, aux tensions politiques et économiques et à la montée de l'islamisme.
Sous sa présidence, la Tunisie est classée première en termes de compétitivité économique en Afrique. Le pays jouit d'une bonne image dans le monde occidental, en particulier grâce à la place qu'il accorde aux femmes : remontant à l'ère bourguibienne, le statut de la femme tunisienne est notamment renforcé en 1993 avec la suppression de son obligation d'obéissance à son mari. Des organisations non gouvernementales et des médias étrangers dénoncent cependant sa politique en matière de droits de l'homme, la qualifiant de dictatoriale, notamment du fait de l'emprisonnement et de la torture d'opposants, ainsi que des atteintes à la liberté de la presse.
Au début de l'année 2011, un mouvement de protestation populaire, inaugurant le début du « Printemps arabe », le contraint à quitter le pays. Il abandonne ainsi la présidence de la République pour se réfugier à Djeddah, en Arabie saoudite. En 2018, à l'issue de plusieurs procès par contumace, le total des peines prononcées à son encontre atteint plus de 200 ans de prison. Il meurt l'année suivante.

## Famille et formation

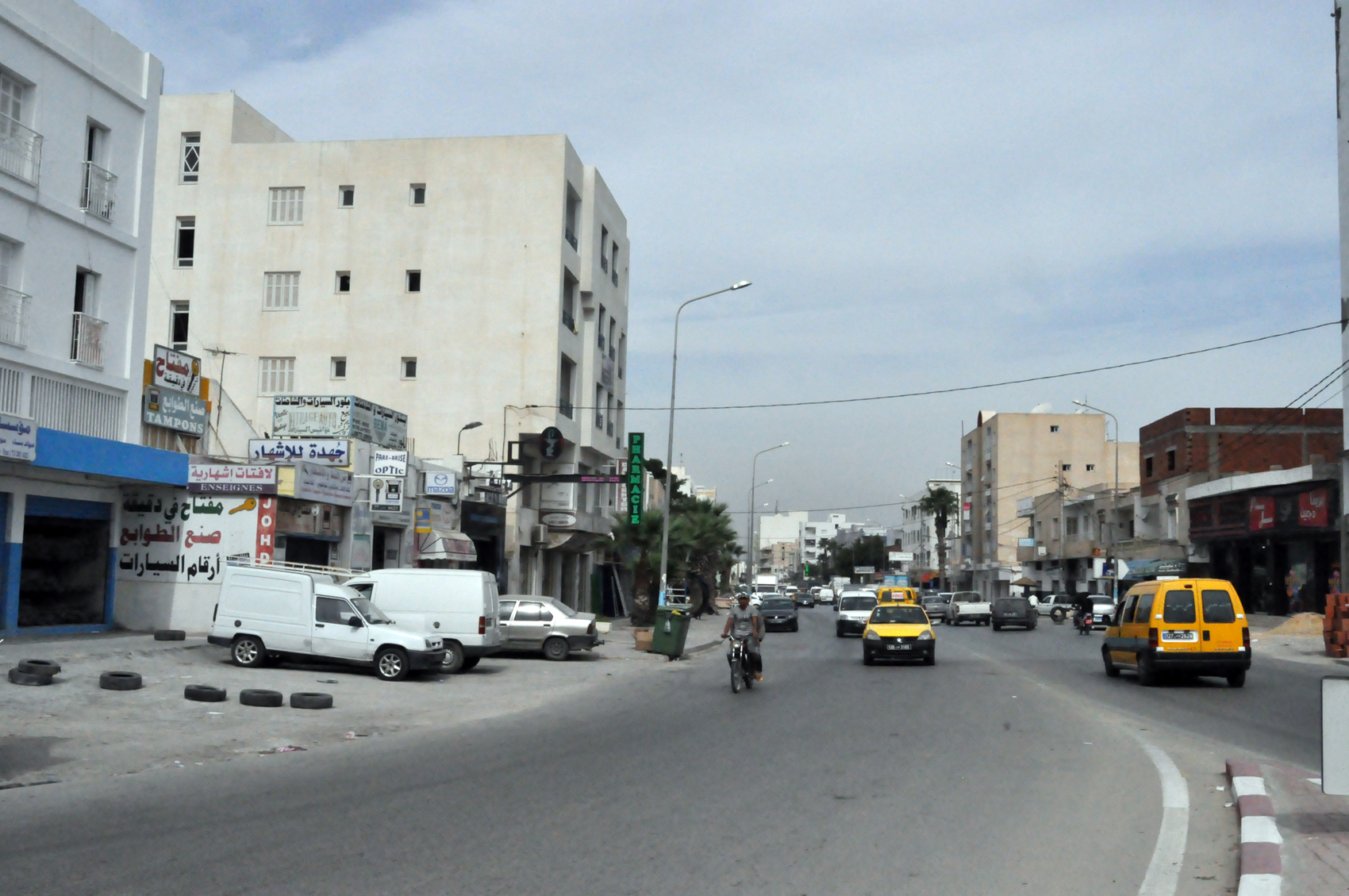
Hammam Sousse, ville natale de Ben Ali.

Quatrième d'une fratrie de onze enfants, Zine el-Abidine Ben Ali naît au sein d'une famille modeste de la petite ville de Hammam Sousse, puis effectue ses études secondaires au lycée de garçons de Sousse et intègre les structures locales du Néo-Destour. Hédi Baccouche, jeune militant du Néo-Destour, emprisonné par les Français au centre de détention de Zaarour en 1952, jouit en 1956, date de l'indépendance, du prestige nécessaire pour aider Ben Ali à rejoindre les rangs de la jeune armée tunisienne. Le parti est à l'époque en train de préparer une liste de candidats sélectionnés pour une formation militaire en France, qui sera appelée « promotion Bourguiba ».

## Carrière militaire

### Formation à l'étranger

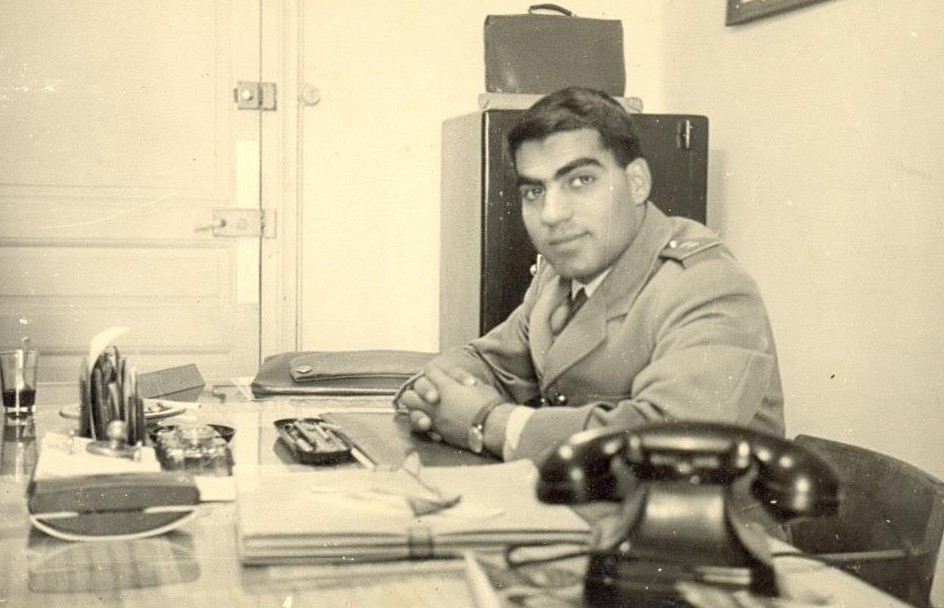
Zine el-Abidine Ben Ali en 1961.

C'est dans ce cadre qu'il est diplômé de l'École spéciale militaire de Saint-Cyr,, puis de l'École de l'artillerie de Châlons-sur-Marne. Il part ensuite aux États-Unis où il suit les cours de la Senior Intelligence School de Fort Holabird (Maryland) et de la School for Field and Anti-Aircraft de Fort Bliss (Texas). Il devient également ingénieur en électronique.
De retour en Tunisie, il est affecté au service du général Kefi. Une zone d'ombre entoure les circonstances de sa rencontre avec la fille de ce dernier, Naïma, qu'il épouse en 1964, avant de prendre en charge la création de la direction de la sécurité militaire qu'il dirige durant dix ans.

### Attaché militaire au Maroc
Il devient ensuite attaché militaire au Maroc en 1974, puis en Espagne. Mohamed Mzali, devenu ministre de la Défense, l'intègre dans son cabinet. En janvier 1978, à l'occasion de la crise du « Jeudi noir », le Premier ministre Hédi Nouira le nomme à la tête de la sûreté générale. Il la quitte en avril 1980, après les événements de Gafsa, et occupe ensuite le poste d'ambassadeur de Tunisie en Pologne,.

### Chef de la Sûreté nationale
Rappelé à Tunis après les émeutes sanglantes de janvier 1984, Zine el-Abidine Ben Ali est promu, le 29 octobre, patron de la Sûreté nationale. Le 23 octobre 1985, le président Bourguiba lui confie le ministère de la Sûreté nationale, nouvellement créé. Il devient ministre de l'Intérieur le 28 avril 1986 tout en gardant la tutelle de la Sûreté nationale. Il intègre deux mois plus tard le bureau politique du Parti socialiste destourien (PSD) dont il devient secrétaire général adjoint. Après le départ de Mzali en juillet de la même année, il garde ses fonctions au sein du gouvernement de Rachid Sfar.

## Premier ministre
En mai 1987, Zine el-Abidine Ben Ali est promu ministre d'État chargé de l'intérieur, puis Premier ministre le 2 octobre de la même année, tout en conservant le portefeuille de l'Intérieur. Il devient secrétaire général du PSD et se confirme ainsi comme possible dauphin de Bourguiba affaibli par la maladie et la vieillesse.

## Coup d'État de 1987
Son accession au pouvoir intervient à une époque où le pays est en proie aux luttes de succession, auxquelles il participe, aux tensions politiques et économiques et à la montée de l'intégrisme, et avec une opinion publique partagée, selon Michel Camau, entre « le soulagement et le regret ».
Au matin du 7 novembre 1987, Ben Ali fait jouer l'article 57 de la Constitution de 1959 et, sur la foi d'un rapport médical signé par sept médecins attestant de l'incapacité du président Habib Bourguiba d'assumer ses fonctions, le dépose pour sénilité. Il devient, en tant que successeur constitutionnel, président et chef suprême des forces armées. En effet, à cette époque, c'est le Premier ministre qui est le successeur du président de la République en cas de vacance du poste, et ce jusqu'à la fin de la législature.
Dans une déclaration faite à la radio nationale, il annonce sa prise de pouvoir et déclare que « l'époque que nous vivons ne peut plus souffrir ni présidence à vie ni succession automatique à la tête de l'État desquels le peuple se trouve exclu. Notre peuple est digne d'une vie politique évoluée et institutionnalisée, fondée réellement sur le multipartisme et la pluralité des organisations de masse ». L'action est par la suite justifiée par le fait que des mouvements intégristes préparaient un coup d'État et détenaient une liste de personnalités à assassiner.
De plus, le rapport médical venait confirmer l'incapacité de Bourguiba à continuer à assumer les plus hautes charges de l'État, ce que Mezri Haddad résume ainsi : « Officiellement âgé de 84 ans, Bourguiba s'endort quand il reçoit un hôte étranger ; sous l'influence de ceux qui guignent la présidence, il chasse le lendemain le ministre qu'il a nommé la veille, il admet le remaniement ministériel proposé par son Premier ministre pour se rétracter quelques heures après… Pire que tout, il exige la révision du procès de l'intégriste Rached Ghannouchi (et la condamnation à mort de ce dernier) : « Je veux cinquante têtes […] Je veux trente têtes […] Je veux Ghannouchi ». »
Pour Mezri Haddad, ce fut simplement « un acte de salubrité publique ». Pourtant, dans leur livre Notre ami Ben Ali, les journalistes Nicolas Beau et Jean-Pierre Tuquoi donnent une autre version des événements : « Sept médecins dont deux militaires sont convoqués en pleine nuit, non pas au chevet du malade Bourguiba, mais au ministère de l'Intérieur. Parmi eux se trouve l'actuel médecin du président, le cardiologue et général Mohamed Gueddiche. Ben Ali somme les représentants de la faculté d'établir un avis médical d'incapacité du président. « Je n'ai pas vu Bourguiba depuis deux ans » proteste un des médecins. « Cela ne fait rien ! Signe ! » tranche le général Ben Ali. »
Cette prise de pouvoir est appelée « révolution de jasmin ».

## Président de la République

### Élections

#### Premières élections

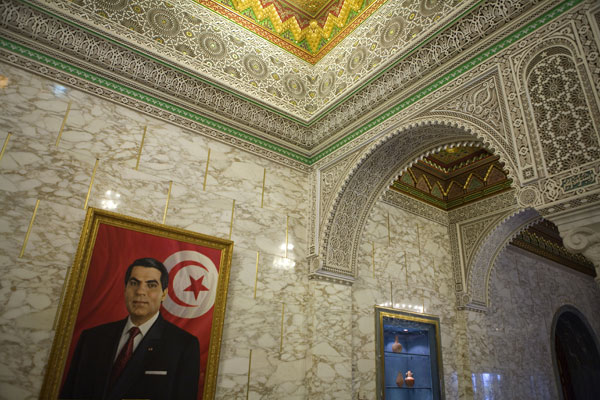
Portrait de Zine el-Abidine Ben Ali au palais présidentiel de Carthage.

Zine el-Abidine Ben Ali prend dès lors en main le PSD, en renforçant la cohésion et le transforme en Rassemblement constitutionnel démocratique (RCD), jusqu'à ce qu'il en soit lui-même exclu après la chute de son régime en janvier 2011. À la tête de l'État, il en commence la restructuration : la Constitution amendée supprime la présidence à vie et limite le nombre de mandats présidentiels à trois, disposition qu'il fera abroger en 2002.
Une loi sur les partis politiques est adoptée et de nouveaux partis sont reconnus alors que les tribunaux d'exception et la fonction de procureur général sont supprimés. Le nouveau président cherche à apaiser le climat politique, notamment en assurant une ouverture vers les associations, dont la Ligue tunisienne des droits de l'homme, et en établissant des contacts avec les partis de l'opposition. Un pacte national rassemblant les différentes formations politiques et sociales du pays à l'exception des islamistes est signé le 7 novembre 1988 et engage ses signataires au respect de l'égalité entre les citoyens des deux sexes, des acquis du Code du statut personnel, des principes républicains et du refus d'utiliser l'islam à des fins politiques.

Aux élections législatives du 2 avril 1989, les candidats de l'opposition, notamment les islamistes inscrits comme indépendants, obtiennent environ 14 % des suffrages voire 30 % dans certains quartiers populaires de Tunis. Lors de la présidentielle tenue le même jour, étant le seul candidat, Ben Ali est élu avec 99,27 % des voix. Rapidement, des incidents dans le quartier de Bab Souika, en plein centre de Tunis, sont attribués aux islamistes du parti Ennahdha. L'éditorialiste américaine Georgie Anne Geyer rapporte ces faits de la manière suivante : 
« Vers 1990, les islamistes provoquèrent de nouveaux affrontements pendant que Saddam Hussein envahissait le Koweït et que l'ensemble du monde arabe vacillait. En 1991 […] les islamistes manifestèrent en force, avec des grèves et des affrontements violents avec la police dans les universités. La terreur gagna alors les campus de Tunis, de Sousse et de Kairouan. Puis, le 17 février 1991, à quatre heures du matin, alors qu'il faisait encore nuit, un groupe d'islamistes occupa un bâtiment public de Tunis qui symbolisait le gouvernement et y mit le feu […] Les islamistes avaient abandonné deux gardiens de nuit, pieds et poings liés, dans le bâtiment en flammes. Ceux-ci furent horriblement brûlés dans l'incendie et l'un d'entre eux succomba à ses blessures. Pour la grande majorité des Tunisiens modérés et respectables, cet événement marqua un tournant inexorable. Ce printemps-là, alors que de nouveaux affrontements se produisaient, les Tunisiens découvraient avec stupéfaction que les islamistes avaient abondamment infiltré l'armée, la garde nationale et la police. »

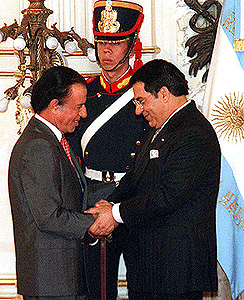
Ben Ali avec Carlos Menem à Buenos Aires, en mars 1997.

Le 28 septembre 1991, les autorités annoncent la découverte d'un « plan islamiste visant à la prise du pouvoir » et organisent des procès durant l'été 1992. Des ONG accusent alors la justice tunisienne de ne pas respecter tous les droits des condamnés pendant que les autorités invoquent le devoir du gouvernement de garantir la paix et la sécurité des personnes et de leurs biens et d'assurer la paix sociale et la stabilité des institutions nécessaires à la bonne conduite de tout processus démocratique. Accusé de s'opposer ouvertement au principe d'un État républicain en préconisant un État islamique, et à des lois tunisiennes comme le Code du statut personnel, le parti islamiste n'est pas reconnu et, accusé d'enfreindre le code des partis politiques, tombe dans la clandestinité.

#### Réélection de 1994
Le processus de démocratisation et de normalisation de la vie politique ralentit sans être ouvertement abandonné : un Conseil constitutionnel voit le jour et le Code électoral est révisé à plusieurs reprises « pour garantir la transparence des scrutins et accroître la participation des citoyens, ainsi que la représentativité des partis politiques ». Afin d'accroître la représentation parlementaire de l'opposition légale, un quota minimum de 20 % des sièges de la Chambre des députés lui est réservé. Le 20 mars 1994, Ben Ali est candidat unique à sa propre succession et est réélu avec 99,91 % des voix. Dans un souci officiel de consacrer le pluralisme politique, un amendement constitutionnel spécial exempte les candidats à la présidence de l'obligation constitutionnelle de parrainage par des élus.

#### Réélection de 1999

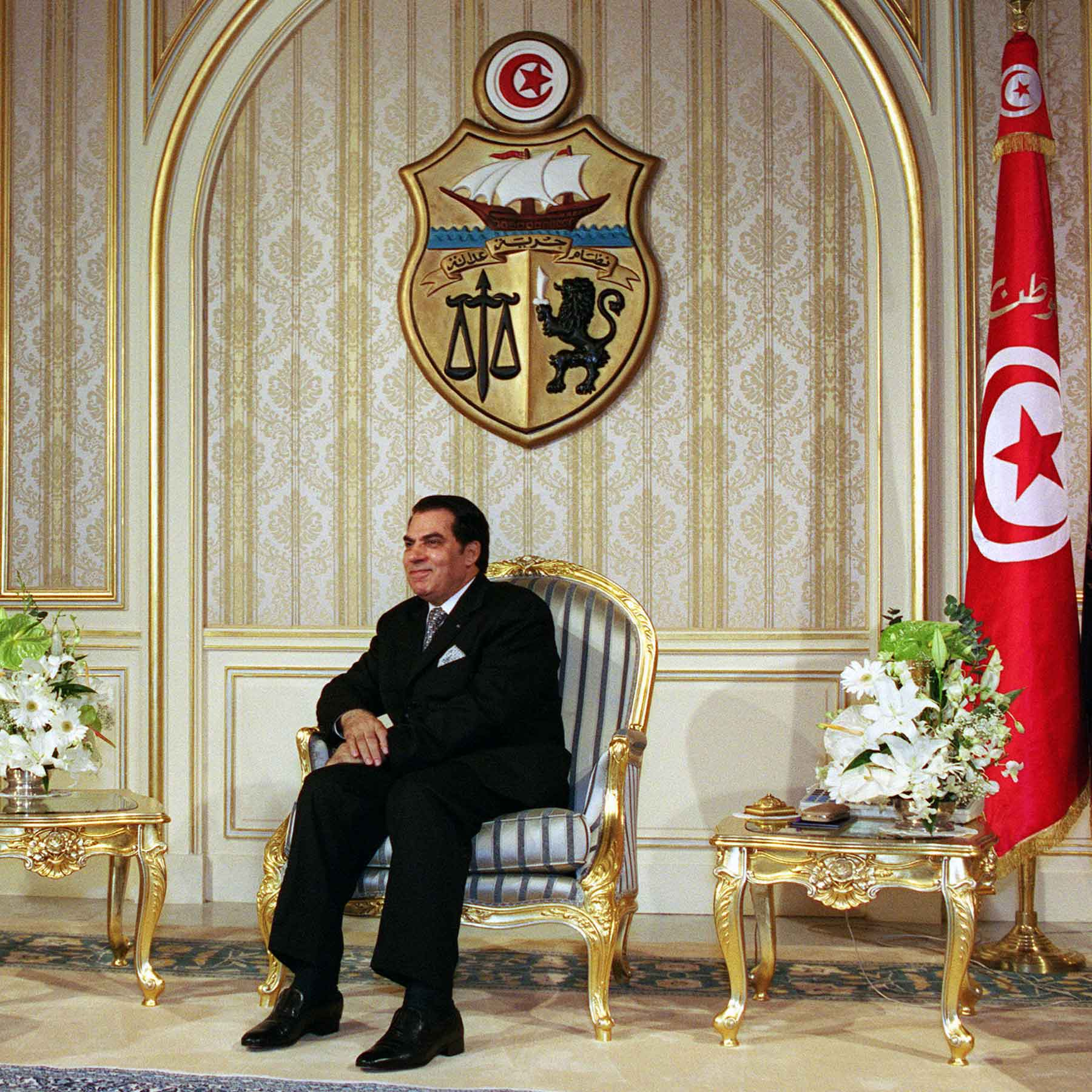
Zine el-Abidine Ben Ali au palais présidentiel de Carthage en 2000.

Le 24 octobre 1999, la première élection présidentielle pluraliste est organisée avec les candidatures de Ben Ali et de deux autres concurrents, Mohamed Belhaj Amor et Abderrahmane Tlili, qui parviennent à se présenter, ce qui n'empêche pas le président sortant d'être à nouveau réélu avec 99,45 % des voix contre 0,31 % pour Belhaj Amor et 0,23 % pour Tlili. À l'initiative du président, la moitié des articles de la Constitution sont amendés en 2002 afin, selon son initiateur, de faire évoluer le système politique vers une république plus moderne appelée « République de demain ». La réforme supprime pourtant la limite des mandats présidentiels introduite en 1988 et allonge l'âge maximal pour se porter candidat à 75 ans. Validée avec un score de 99,52 %,, au cours du premier référendum de l'histoire du pays tenu le 26 mai, elle permet au président Ben Ali de pouvoir se représenter à deux reprises pour terminer son mandat en 2014.
La révision introduit également le bicamérisme en créant la Chambre des conseillers et élargit les prérogatives du Conseil constitutionnel en matière électorale. Toutefois, contrairement à la Chambre des députés, aucun mécanisme n'est prévu pour représenter l'opposition dans la nouvelle chambre législative, ce qui explique pourquoi le RCD reste le seul parti représenté dans cette enceinte en plus des organisations professionnelles. En outre, le président peut toujours nommer sept des neuf membres du Conseil constitutionnel, qui doit veiller à la validité des candidatures à l'élection présidentielle, les deux autres étant nommés par le président de la Chambre des députés, lui-même membre du RCD.

#### Réélection de 2004
Aux élections du 24 octobre 2004, trois opposants (Mohamed Bouchiha, Mohamed Ali Halouani et Mounir Béji) se présentent à la suite d'un amendement constitutionnel les exemptant de la condition de parrainage. Au cours d'un scrutin présenté comme un simulacre de démocratie par des ONG comme Human Rights Watch ou Amnesty International, plusieurs partis tunisiens de l'opposition décident de la boycotter.
Des restrictions sévères sont imposées à l'expression de l'opposition car une loi d'août 2003, modifiant le Code électoral, interdit l'utilisation d'une radio ou d'une télévision privée ou émettant à l'étranger dans le but d'inciter à voter ou à s'abstenir de voter pour un candidat ou une liste de candidats, ce qui n'empêche pas le président sortant d'être omniprésent dans les médias nationaux, en raison de l'exercice de ses fonctions. À l'issue de ce scrutin, Ben Ali est à nouveau réélu avec 94,49 % des suffrages contre 3,78 % pour Bouchiha, 0,95 % pour Halouani et 0,79 % pour Béji. En septembre 2005, une loi accorde l'immunité permanente au chef de l'État pour tout acte lié à ses obligations professionnelles.
En février 2004, Ben Ali se rend à Washington et a un entretien, à la Maison-Blanche, avec le président américain, George W. Bush, sur les questions liées au terrorisme et à la situation au Proche-Orient.

#### Réélection de 2009

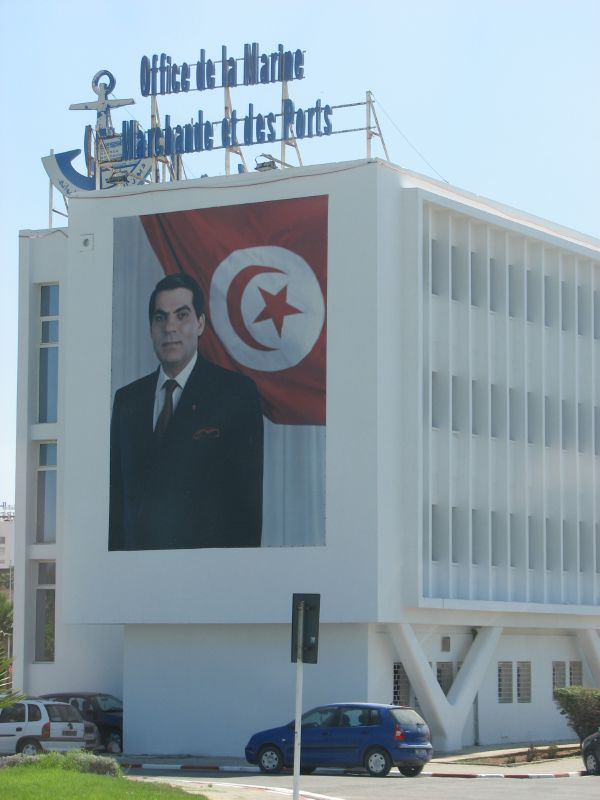
Affiche de Ben Ali (2006) sur le bâtiment de l'Office de la marine marchande et des ports.

Dès la fin 2006, diverses organisations proches du pouvoir lancent des appels au président afin qu'il présente sa candidature à l'élection présidentielle de 2009, ce qu'il fait le 30 juillet 2008, à l'occasion d'un discours pour l'ouverture du cinquième congrès ordinaire du Rassemblement constitutionnel démocratique.
Face à trois opposants autorisés à se présenter, il est réélu pour un cinquième mandat consécutif avec 89,62 % des voix contre 5,01 % pour Mohamed Bouchiha, 3,80 % pour Ahmed Inoubli et 1,57 % pour Ahmed Brahim. Cette candidature doit être la dernière selon la Constitution qui limite à 75 ans l'âge maximal d'un candidat à la présidence.

### Action économique

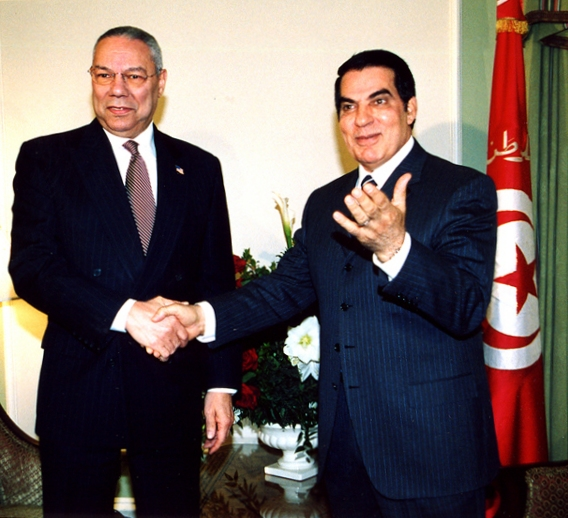
Ben Ali avec Colin Powell, secrétaire d'État des États-Unis, en 2004.

Zine el-Abidine Ben Ali lance une politique de privatisations qui concernent surtout le tourisme, les matériaux de construction, les textiles, l'industrie agroalimentaire et la pêche, la mécanique et l'électrotechnique. Alliée à l'encouragement à l'investissement et l'introduction d'une flexibilité législative et fiscale, elle relance l'économie après un début des années 1990 marqué par le repli dû à la crise du tourisme liée à la guerre du Golfe.
Cette crise se reproduit en 2002-2003 après l'attentat de la Ghriba à Djerba. Malgré ces périodes de difficulté, les investisseurs étrangers s'installent progressivement et le produit intérieur brut croît à un taux oscillant entre 5 et 5,5 %. Le gouvernement encourage même l'industrie manufacturière produisant uniquement pour l'exportation en lui donnant la possibilité de s'implanter partout dans le pays tout en travaillant sous le règlement des zones de libre-échange.
Un accord d'association, signé avec l'Union européenne le 17 juillet 1995 et entré en vigueur le 1er mars 1998, engendre dès 1996 le démantèlement progressif des barrières douanières jusqu'au 1er janvier 2008. Dans ce contexte, l'État entreprend de diversifier l'économie en augmentant la part de l'industrie tout en renforçant les secteurs traditionnels de l'agriculture et du tourisme. Une politique d'encouragement à la création d'entreprises est mise en place et une action est menée pour la multiplication des micro-entreprises et l'extension des technologies de l'information.

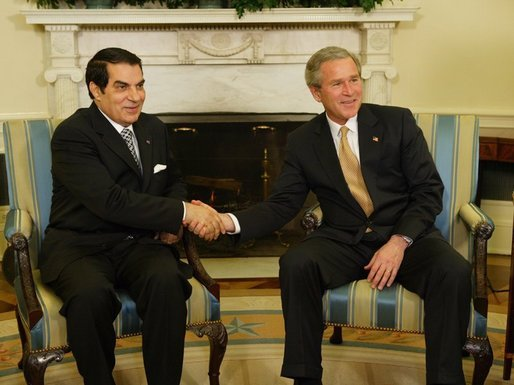
Rencontre entre Ben Ali et le président américain George W. Bush en 2004 à la Maison-Blanche.

La nature de la politique d'ouverture, dirigée par l'État tunisien, permet à ce dernier de conserver une capacité d'intervention importante et de développer de nouveaux secteurs dont celui de l'industrie mécanique et des nouvelles technologies où les ingénieurs tunisiens bénéficient, à compétences égales, d'un salaire moindre que leurs collègues européens. Pourtant, un rapport de la Banque mondiale de juin 2004 épingle les « interventions discrétionnaires du gouvernement » et le « pouvoir des initiés » qui affaiblissent, selon elle, le climat des affaires et les éventuelles prises de risque des investisseurs étrangers.
Par ailleurs, le chômage continue de menacer le développement économique et se trouve aggravé par une population active grandissante. Il ne touche pas que les populations les plus vulnérables : le taux de chômage des diplômés de l'enseignement supérieur est ainsi en augmentation. Alors qu'il était de 4 % en 1997 et de 0,7 % en 1984, il atteint, en 2008, 20 % contre une moyenne nationale de 14 %, voire près de 60 % dans certaines filières selon une enquête de la Banque mondiale.
En 2007, l'économie de la Tunisie est classée première en termes de compétitivité économique en Afrique d'après les chiffres fournis par le Forum économique mondial.
D'après un rapport de la Banque mondiale paru en 2014, une grande partie des réglementations adoptées par le gouvernement visait en réalité à favoriser un cercle d'entrepreneurs proche du pouvoir. Après la chute du régime, une commission d'enquête dresse une liste de 114 personnes, dont Ben Ali et des proches, ayant bénéficié de cette corruption institutionnalisée. Les biens saisis comprennent quelque 550 propriétés, 48 bateaux, quarante portefeuilles d'actions et d'obligations, 367 comptes en banque et 400 entreprises. Les experts de la commission évaluent à treize milliards de dollars la valeur de l'ensemble, soit plus d'un quart du PIB de la Tunisie en 2011.

### Attitude face à l'islamisme
Durant les premières années de son règne, Ben Ali cherche l'apaisement avec les islamistes et adopte une série de mesures symboliques destinées à réhabiliter la place de l'islam dans la société. Les élections de 1989 montrent que les islamistes sont la première force d'opposition dans le pays mais leur parti, Ennahdha, est privé de députés, « le régime découvrant dans l'islamisme tunisien un facteur d'instabilité pouvant secouer le système en place » ; la gauche s'unit alors au pouvoir qui lutte efficacement contre le mouvement durant les années 1990.
En 1999, Ben Ali gagne facilement l'élection présidentielle et commence à gracier les détenus d'Ennahdha. Selon Samy Ghorbal, l'instrumentalisation de l'islam par le régime après 2000 (érection d'une grande mosquée à Carthage, création d'une radio et d'une banque islamique) a contribué à une islamisation de la société et a affecté le caractère séculier et moderne de l'État tunisien.
Durant sa présidence, la Tunisie jouit d'une bonne image dans le monde occidental, notamment grâce au statut des femmes en Tunisie. Ce statut, qui remonte à l'ère bourguibienne, est renforcé par de nouvelles lois en 1993, à l'instar de la suppression de l'obligation d'obéissance de la femme envers son mari.

### Caractère dictatorial

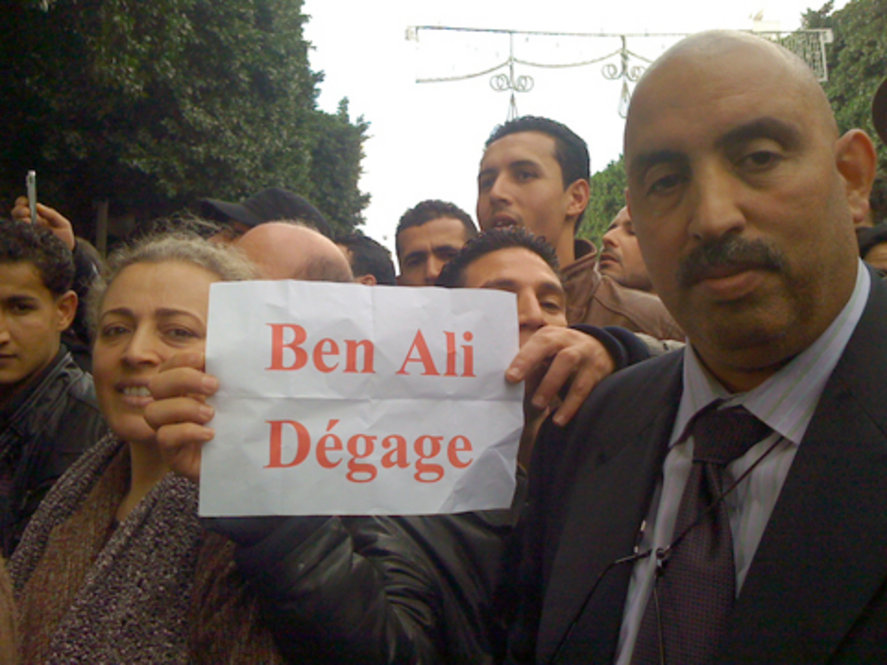
Manifestants à Tunis le 14 janvier 2011.

Diverses organisations de défense des droits de l'homme et des libertés ainsi que de nombreux médias étrangers accusent régulièrement le président Ben Ali d'être un dictateur,,, le régime tunisien étant régulièrement accusé de violer les droits de l'homme,, et de réprimer la liberté d'expression,,,,.
Le président est listé dès 1998 comme l'un des « 10 pires ennemis de la presse » par le Comité pour la protection des journalistes. Reporters sans frontières le désigne également comme un « prédateur de la liberté de la presse ».
Des prisonniers politiques sont fréquemment torturés, et des défenseurs des droits humains, notamment les avocats, sont victimes de manœuvres d'intimidation et de harcèlement sans que leurs plaintes soient acceptées par la justice tunisienne,. Certains prisonniers politiques sont soumis à des conditions de détention difficiles et à des mauvais traitements, notamment le maintien à l'isolement pendant de longues périodes. La loi antiterroriste votée en 2003 serait devenue l'occasion de procès inéquitables, comme en témoigne l'affaire des étudiants internautes de Zarzis emprisonnés en 2004 pour avoir recherché de la documentation sur Internet avec leur professeur ; accusés de préparer un attentat et de se servir d'Internet comme outil de communication, ils sont finalement libérés en février 2006.

### Clan Ben Ali-Trabelsi
Le régime de Ben Ali est caractérisé par une généralisation de la corruption, dont bénéficie principalement la famille de sa deuxième épouse Leïla, les Trabelsi, qualifiée par l'ancien ambassadeur des États-Unis à Tunis, Robert F. Godec, de « clan quasi-mafieux »,. Sa fortune personnelle, estimée à cinq milliards d'euros placés sur des comptes à l'étranger ou investis dans l'immobilier, serait essentiellement le résultat des détournements de fonds opérés durant les 23 années de sa présidence. Cependant, son avocat Akram Azoury nie la détention par son client d'avoirs mobiliers ou immobiliers en dehors du territoire tunisien.
L'avocat Akram Azoury affirme, en se basant sur les déclarations d'Abderraouf Ayadi et de l'ancien ministre de l'Intérieur Farhat Rajhi, que le 15 janvier 2011, 2 000 millions de dinars sont retirés de la Banque centrale de Tunisie pour être filmés dans la résidence de Ben Ali et ce dans le but d'exciter l'opinion publique, au lendemain de son départ, à des fins politiques.

### Oppositions
Le régime de Zine el-Abidine Ben Ali engendre une opposition de la part d'une série de forces politiques ou de la société civile. Il est possible d'y distinguer plusieurs groupes.
D'une part, les islamistes rassemblés au sein du parti Ennahdha ne disposent pas d'une reconnaissance officielle et font l'objet d'une importante répression : plusieurs de leurs dirigeants et de leurs militants sont arrêtés et ont purgé de longues peines de prison. D'autre part, les partis politiques d'opposition non reconnus tentent d'exercer leurs activités, souvent en exil, malgré leur interdiction : le Parti communiste des ouvriers de Tunisie (extrême gauche), le Congrès pour la République et Tunisie verte (écologiste). Enfin, des organisations de défense des droits de l'homme tentent de dénoncer des violations des libertés et de s'opposer au discours officiel : la Ligue tunisienne des droits de l'homme, le Conseil national pour les libertés en Tunisie, l'Association internationale de soutien des prisonniers politiques, l'Association de lutte contre la torture en Tunisie ou encore le Centre pour l'indépendance de la justice et des avocats.
Officiellement, le pays compte plusieurs partis politiques, autres que le parti présidentiel, qui sont reconnus à partir des années 1980 mais qui demeurent faibles : le Mouvement des démocrates socialistes (social-démocrate), le Parti de l'unité populaire (panarabiste socialiste), le Parti démocrate progressiste (post-marxiste), le Parti social-libéral (libéral), l'Union démocratique unioniste (panarabiste), le mouvement Ettajdid (gauche laïque), le Forum démocratique pour le travail et les libertés (socialiste) et le Parti des verts pour le progrès (écologiste).

### Révolution et chute

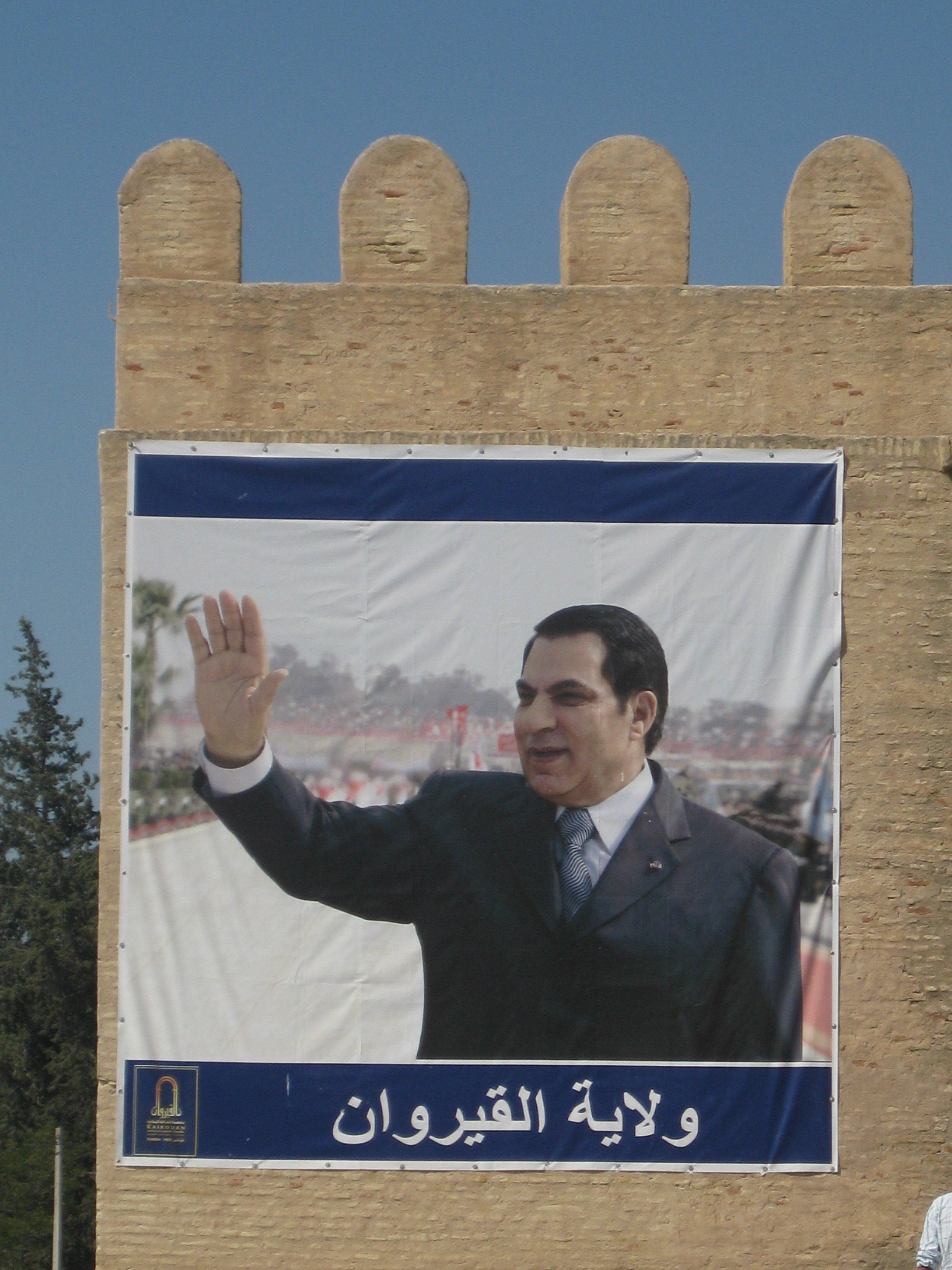
Affiche de Ben Ali (2009) souhaitant la bienvenue dans le gouvernorat de Kairouan.

À la suite de l'immolation par le feu de Mohamed Bouazizi, jeune marchand de rue à Sidi Bouzid protestant ainsi contre la saisie de sa marchandise par les autorités, le 17 décembre 2010, le régime est fortement contesté. Zine el-Abidine Ben Ali dénonce, le 10 janvier 2011, lors d'une intervention télévisée, des « actes terroristes » tout en promettant la création de 300 000 emplois supplémentaires d'ici 2012. Les contestations ne cessant pas, le président Ben Ali annonce le 13 janvier la prise de mesures supplémentaires lors d'une nouvelle intervention télévisée, notamment la garantie de la liberté de la presse et de la liberté d'expression politique ainsi que son renoncement à une candidature en 2014,.
Le 14 janvier 2011, alors que la contestation ne s'essouffle pas, il annonce qu'il limoge son gouvernement et promet l'organisation d'élections législatives dans les six mois. Plus tard dans la journée, il quitte le pays pour l'Arabie saoudite, sous la pression de l'armée tunisienne et de son entourage,,,. Le Premier ministre, Mohamed Ghannouchi, se proclame président par intérim en vertu de l'article 56 de la Constitution tunisienne qui prévoit qu'« en cas d'empêchement provisoire, le président de la République peut déléguer par décret ses attributions au Premier ministre à l'exclusion du pouvoir de dissolution de la Chambre des députés ». L'état d'urgence est déclaré peu de temps après la dissolution du gouvernement. Le lendemain, du fait de « la vacance définitive au poste de président de la République », le Conseil constitutionnel, par la voix de son président, Fethi Abdennadher, désigne Fouad Mebazaa comme président de la République tunisienne par intérim, en vertu de l'article 57, qui prévoit qu'« en cas de vacance de la présidence de la République pour cause de décès, démission ou empêchement absolu le président de la Chambre des députés est immédiatement investi des fonctions de président de la République par intérim pour une période variant entre 45 jours au moins et 60 jours au plus ».

## Après la présidence

### Exil en Arabie saoudite
Le président déchu et sa femme résident depuis leur fuite dans un palais de la ville portuaire de Djeddah, en Arabie saoudite, au bord de la mer Rouge. L'Arabie saoudite refuse de les extrader et met du personnel et des gardes du corps à leur disposition. Leur nouvelle demeure est protégée par l'armée saoudienne.
Ses apparitions se font très rares, l'Arabie saoudite lui offre l'hospitalité en échange de sa discrétion. En juillet 2013, il apparait sur Skype, avec sa femme, lors d'un entretien accordé à un journal français. En août, des photos de lui en pyjama apparaissent sur le compte Instagram de son fils de huit ans, Mohamed Zine el-Abidine.
En septembre 2018, le journal The Irish Sun annonce que Ben Ali serait impliqué dans une affaire de faux passeports irlandais. Il aurait fourni de faux extraits de naissance, attestant que ses grands-parents étaient d'origine irlandaise.

### Procès
Dans la foulée de la révolution, le 26 janvier 2011, la justice tunisienne émet un mandat d'arrêt international contre lui et son épouse.
Ben Ali et son entourage sont poursuivis dans plus de 180 affaires devant la justice tunisienne : il doit répondre de 93 chefs d'accusations, dont 35 relevant de tribunaux militaires. Le ministre de la Justice, Lazhar Karoui Chebbi, a cité parmi ces chefs d'accusation : homicide volontaire,, complot contre la sûreté de l'État,, abus de pouvoir, usage et trafic de drogue,, et détournement de fonds.
Ben Ali risque la peine de mort s'il est jugé coupable pour ces crimes. Le premier procès se tient à Tunis le 20 juin, sur des chefs d'accusation civils : Ben Ali et sa femme sont condamnés par contumace le jour-même à 35 ans de prison et à 91 millions de dinars d'amende (environ 45 millions d'euros) pour détournement de fonds publics et possession illégale de devises étrangères et de bijoux. Le second procès, pour possession de stupéfiants, détention d'armes et recel de pièces archéologiques, a lieu le 4 juillet : Ben Ali est condamné par contumace le jour-même à quinze ans et six mois de prison ainsi qu'à une amende de 108 000 dinars ; le procès est marqué par le retrait des avocats de la défense. Le 28 juillet, au terme d'un troisième procès, pour corruption et fraude immobilière concernant l'achat et la cession de deux terrains immobiliers à Tunis au début des années 2000, il est condamné par contumace à 16 ans de prison et 97 millions de dinars d'amende avec son gendre Mohamed Sakhr El Materi.
Le 29 novembre 2011, la chambre correctionnelle du tribunal militaire permanent de première instance de Tunis le condamne par contumace à cinq ans de prison pour torture dans le cadre de l'affaire de Barraket Essahel, dans laquelle il est impliqué avec un ancien ministre et des hauts cadres de la sécurité de son régime. Le 7 avril 2012, la cour d'appel du tribunal militaire de Tunis confirme la condamnation de Ben Ali, tout en réduisant celle d'anciens hauts responsables de son régime. Le 23 mai, le procureur du tribunal militaire du Kef requiert la peine capitale contre Ben Ali, jugé pour complicité d'homicides involontaires dans la répression du soulèvement populaire, et « les sanctions les plus sévères possibles » pour ses 22 coaccusés. Le 13 juin, Ben Ali est condamné par contumace à la prison à perpétuité pour son rôle dans la répression de janvier 2011 à Thala et Kasserine, par le tribunal militaire du Kef. Le même jour, le tribunal militaire de Tunis condamne Ben Ali par contumace à vingt ans de prison pour incitation au désordre, meurtres et pillages sur le territoire tunisien. Le 19 juillet, le tribunal militaire de Tunis le condamne par contumace à perpétuité dans le plus grand procès des martyrs et blessés de la révolution, ceux du Grand Tunis et de cinq autres gouvernorats.
Le 26 mars 2013, le tribunal militaire de Tunis le condamne par contumace à vingt ans de prison dans l'affaire des incidents meurtriers de Ouerdanine. Le 30 avril, il est condamné par contumace à la prison à perpétuité pour homicide volontaire et tentative d'homicide volontaire dans l'affaire d'un martyr et de deux blessés du gouvernorat de Sfax. Le 12 mai 2014, il est condamné par contumace à une deuxième peine de prison à perpétuité par le tribunal militaire permanent de première instance de Sfax dans l'affaire des martyrs et blessés d'El Hamma.
Le 5 juin 2015, il est condamné par contumace à cinq ans de prison ferme dans une affaire d'octroi illégal de terrains à Carthage. Le 19 mars 2016, il est condamné par contumace à dix ans de prison par le tribunal de première instance de Tunis pour abus de pouvoir dans une affaire liée à une agence publicitaire. Le 9 février 2017, il est condamné par contumace à dix ans de prison pour corruption par le tribunal de première instance de Tunis. Le 24 février, il est condamné par contumace à huit ans de prison ferme pour abus de pouvoir dans le cadre d'une instruction donnée au maire de Sidi Bou Saïd pour céder un hôtel à un proche de son gendre pour une somme dérisoire. Le 3 mars, il est condamné par contumace à six ans de prison pour corruption à l'occasion de l'organisation de concerts de Mariah Carey à Tunis.
Au 15 mai 2018, le total des peines prononcées à l'encontre de Ben Ali atteint cinq condamnations à perpétuité et plus de 200 ans de prison,,,,.

### Maladie et mort
Le 15 février 2011, les proches de Zine el-Abidine Ben Ali annoncent que, atteint d'un cancer de la prostate depuis plusieurs années, il serait tombé dans le coma à la suite d'une attaque cérébrale, ; il semble en réalité que les proches de Ben Ali aient fait passer une crise d'hypoglycémie pour un accident plus grave,.
Des images de Zine el-Abidine Ben Ali sont diffusées le 7 janvier 2019, à Djeddah, pour le mariage de sa fille aînée Nesrine avec le rappeur K2Rhym ; cette présence dément les rumeurs autour de sa mort mais il paraît affaibli et vieillissant. Il est hospitalisé en septembre suivant. Le 12 septembre, son avocat affirme qu'il est dans un « état critique ». Le chef du gouvernement, Youssef Chahed, lui propose alors de revenir au pays pour y mourir.
Zine-el-Abidine Ben Ali meurt le 19 septembre 2019, à l'âge de 83 ans, à Djeddah,, des suites de son cancer. Deux jours plus tard, le 21 septembre, il est inhumé dans une certaine indifférence dans le cimetière d'Al Baqi à Médine, en Arabie saoudite, où sont enterrés de nombreux compagnons et femmes du prophète musulman Mahomet, lui-même ayant son tombeau à proximité,.

## Vie privée et familiale
Zine el-Abidine Ben Ali épouse en premières noces Naïma Kefi, en 1964, avec qui il a trois filles, :
- Ghazoua Ben Ali, née le 8 mars 1963 au Bardo[117], mariée à l'homme d'affaires Slim Zarrouk ;
- Dorsaf Ben Ali, née le 5 juillet 1965 au Bardo[117], mariée à Slim Chiboub ;
- Cyrine Ben Ali, née le 21 août 1971 au Bardo[117], mariée en 1996 à l'homme d'affaires Marouane Mabrouk (couple divorcé)[118].

Il rencontre Leïla Trabelsi au milieu des années 1980, alors qu'il est ministre de l'Intérieur. Divorcé en 1988, il se remarie en secondes noces en 1992. Le couple a deux filles et un fils :
- Nesrine Ben Ali, née le 16 janvier 1987 à Tunis[117], mariée en premières noces en 2004 à Mohamed Sakhr El Materi[116],[119], dont elle divorce en 2017[120] avant d'épouser en secondes noces le rappeur K2Rhym (de son vrai nom Karim Gharbi)[121] ;
- Halima Ben Ali[122], née le 17 juillet 1992[117] à Tunis, fiancée à Mehdi Ben Gaied ;
- Mohamed Zine el-Abidine Ben Ali, né le 20 février 2005[116],[5].

## Décorations
- Grand cordon de l'ordre de la République tunisienne (1987)[123] ;
- Grand-croix de la Légion d'honneur, France (1989)[124] ;
- Prix Louise-Michel, France (1989)[125] ;
- Grande-étoile de l'ordre du Mérite national d'Autriche (1989)[126] ;
- Collier de l'ordre d'Isabelle la Catholique, Espagne (1991)[127] ;
- Grand-croix de l'ordre de Bonne Espérance, Afrique du Sud (1995)[128] ;
- Grand-collier de l'ordre de l'Infant Dom Henri (Portugal, 1995)[129].
- Collier de l'ordre de l'Étoile de Roumanie (2003)[130] ;
- Grand-croix de l'ordre de Saint-Charles, Monaco (2006)[131].